# Gann (Ohio)
Gann (auch bekannt als Brinkhaven) ist ein Village in Knox County im US-Bundesstaat Ohio. Das U.S. Census Bureau hat bei der Volkszählung 2020 eine Einwohnerzahl von 977 ermittelt. 2010 waren noch 125 Einwohnern gemeldet. 

## Geographie
Umgeben wird Gann von Greer im Norden, von Stillwell im Osten und von Danville im Westen. Östlich von Gann befindet sich der Mohican River.

## Sehenswürdigkeiten
- Brücke Bridge of Dreams, über den Mohican River.